# 庫都不丁·穆罕默德
庫都不丁·穆罕默德（波斯語：‎；Qutb ad-Din Muhammad；？—1127年）是花剌子模王朝第二代沙阿，於1097年至1127年在位。他是阿努什的斤的兒子。
1097年，在塞爾柱統治者巴爾基雅魯克的任內，新上任的花剌子模的統治者也斤赤即被埃米爾們叛亂、推翻，軍官哈巴什·伊本·阿爾屯塔克派出庫都不丁管理該地。庫都不丁正式繼承了亡父的職位，安定民心並趕走了也斤赤的兒子。
庫都不丁主要效忠於呼羅珊的蘇丹艾哈邁德·桑賈爾，他於1113年至1114年與桑賈爾一同發兵河中攻打黑汗人，也參與了塞爾柱對伊朗與伊拉克的戰事。庫都不丁於1127年過世，其繼任者阿拉烏丁·阿即思開始反塞爾柱、改為接受西遼宗主權。
| 前任： 也斤赤 | 花剌子模王朝君主 1097年—1127年 | 繼任： 阿拉烏丁·阿即思 |